# Kumagaya
Kumagaya (japanska: 熊谷市?, Kumagaya-shi) är en stad i Saitama prefektur i Japan. Staden fick stadsrättigheter 1933  och 
har sedan 2009 
status som speciell stad (japanska: 特例市?, Tokureishi) enligt lagen om lokalt självstyre.
Den 23 juli 2018 uppmättes i Kumagaya den högsta temperaturen någonsin i Japan, 41,1 grader.

## Kommunikationer
Kumagaya är en station på Joetsu Shinkansen som ger förbindelse med höghastighetståg till Tokyo och Niigata.